# Црква покрова Свете Богородице, на остацима средњовековног храма
Црква покрова Свете Богородице, на остацима средњовековног храма се налази у насељеном месту Бабин Мост, на територији општине Обилић, на Косову и Метохији. Припада Епархији рашко-призренској Српске православне цркве.
Представља непокретно културно добро као споменик културе.

## Прошлост цркве
Црква посвећена покрову Свете Богородице подигнута је 1927. године на остацима храма-маузолеја, који је према предању подигла кнегиња Милица, после Косовске битке, у спомен на изгинуле косовске јунаке. Од те старе цркве био је остао део олтарског простора, па су мештани доградили храм.

## Изглед цркве
Црква је једнобродна грађевина, полуобличасто засведена. Зидно сликарство се очувало на источном зиду олтарског простора и у калоти тамбура. Уз јужну фасаду налази се гробница са моштима косовских јунака, у којој су сахрањени посмртни остаци српских ратника погинулих у току Првог светског рата на околним ратиштима. У знак пијетета, 1940. године постављене су две спомен плоче изнад костурнице.
Године 1984. дозидан је нови олтарски простор у који је уклопљен стари. Пред црквом и парохијским домом је 1989. године постављена мермерна Трпеза кнеза Лазара, на месту на коме се претпоставља да је била Кнежева вечера уочи Косовске битке 1389. године.

## Основ за упис у регистар
Одлука о утврђивању цркве Покрова Св. Богородице за споменик културе, бр. 92 (Сл. гласник РС бр. 5 од 17. 2. 2000). Закон о културним добрима (Сл. гласник РС бр. 71/94).